# ギュンター・ヴィゼッキー

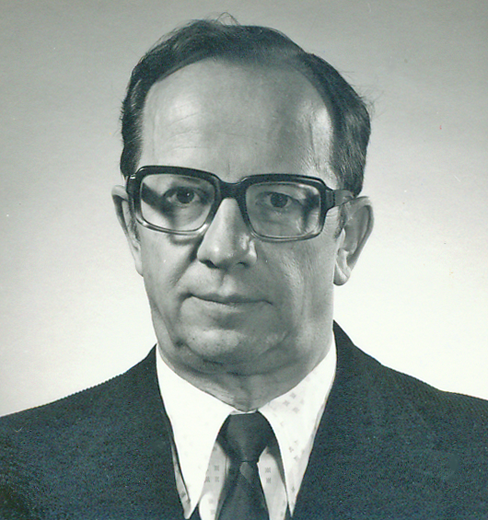
ギュンター・ヴィゼッキー

ギュンター・ヴィゼッキー(ドイツ語:Günter Wyszecki、1925年 - 1985年6月22日) は、カナダの物理学者。ドイツ系カナダ人であった。測色学、色識別、色秩序、色覚の分野で重要な貢献をした。1979年、国際色彩学会（AIC）からジャッド賞を受賞した。なお、グンター・ヴィゼッキーとも表記される。また、ヴィゼッキとも表記される。1964年の和訳本では著者名はG.ヴィスツェッキーとされている。

## 教育
ドイツ・東プロイセンのティルジット（現在のロシア・ソヴィェツク）で生まれた。ベルリン工科大学に入学し、正常な三色性と異常な三色性に関する論文でIng.博士号を取得した。1953年、フルブライト奨学金を得て、ワシントンD.C.にある米国国家標準局の測色・測光部門で物理学者であるディーン・B・ジャッドと1年間仕事をした。

## 経歴
1955年、オタワにあるカナダ国立研究評議会に参加し、1960年に光学部門のリーダーとなり、1982年には物理部門のアシスタントディレクターとなった。
また、国際照明委員会（CIE）への科学的貢献とそのリーダーシップとしてもよく知られており、1963年から1975年まではCIEの測色委員会の委員長、1979年から1983年までは副会長、1983年から亡くなるまでは会長を務めた。
この間にCIEは、2人のCIE標準観測者と標準の光AおよびD65の等色関数の1nm表、推奨測定形状としての積分球反射率測定の追加、1964年のU*V*W*および1976年のCIELABとCIELUVの均等色空間と色差の公式など、現在も有効な測色に関する多くの重要な提言を行っている。
1985年6月22日、白血病で亡くなった。60歳であった。

## 出版
86本の科学論文と3冊の書籍を執筆または共同執筆している。最初の著書「Farbsysteme」は1960年にドイツで出版され、表色系について書いている。
またジャッドとの共著で、ジャッドの死後に出版された「Color in Business, Science and Industry」の第2版と第3版を執筆した。これは日本語にも翻訳された。
- 邦訳：Judd, Deane Brewster ; Wyszecki, Günter ; 本明寛 訳『産業とビジネスのための応用色彩学』ダイヤモンド社、1964年。

また、W・S・スタイルズとの共著で、記念碑的な「Color Science.Concepts and Methods, Quantitative Data」の主執筆者でもある。そして、『Concepts and Methods, Quantitative Data and Formulae』の主執筆者であり、1967年と1982年に出版されている。この第2版は、現在でもカラーサイエンスの分野で非常に重要な情報源として出版されている。